# 이고리 지지킨

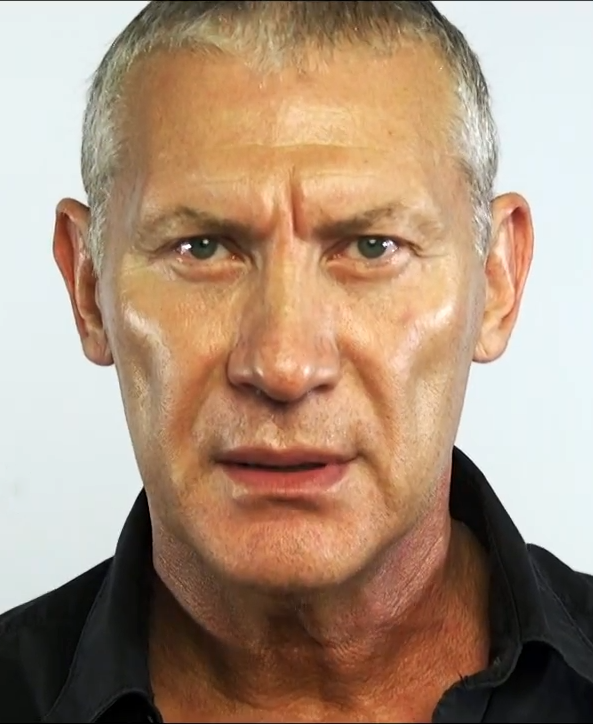

이고리 비탈리예비치 지지킨(Игорь Витальевич Жижикин, 1965년 10월 8일 ~ )은 러시아의 배우, 영화배우, 제작자, 텔레비전 배우이다.
모스크바에서 태어났다.

## 영화
- 사탄의 사자: 망자의 저주 (2014년) - 도로쉬 역
- 세이프 (2011년)
- 러브 인 더 빅 시티 2 (2010년)
- 슈프림 챔피언 (2010년)
- 섀도우 솔저 (2010년)
- 투어리스트 (2010년)
- 드리븐 투 킬 (2009년)
- 인디아나 존스: 크리스탈 해골의 왕국 (2008년) - 도브첸코 역
- 블러드 워크 (2002년)